# Danylo Apostol

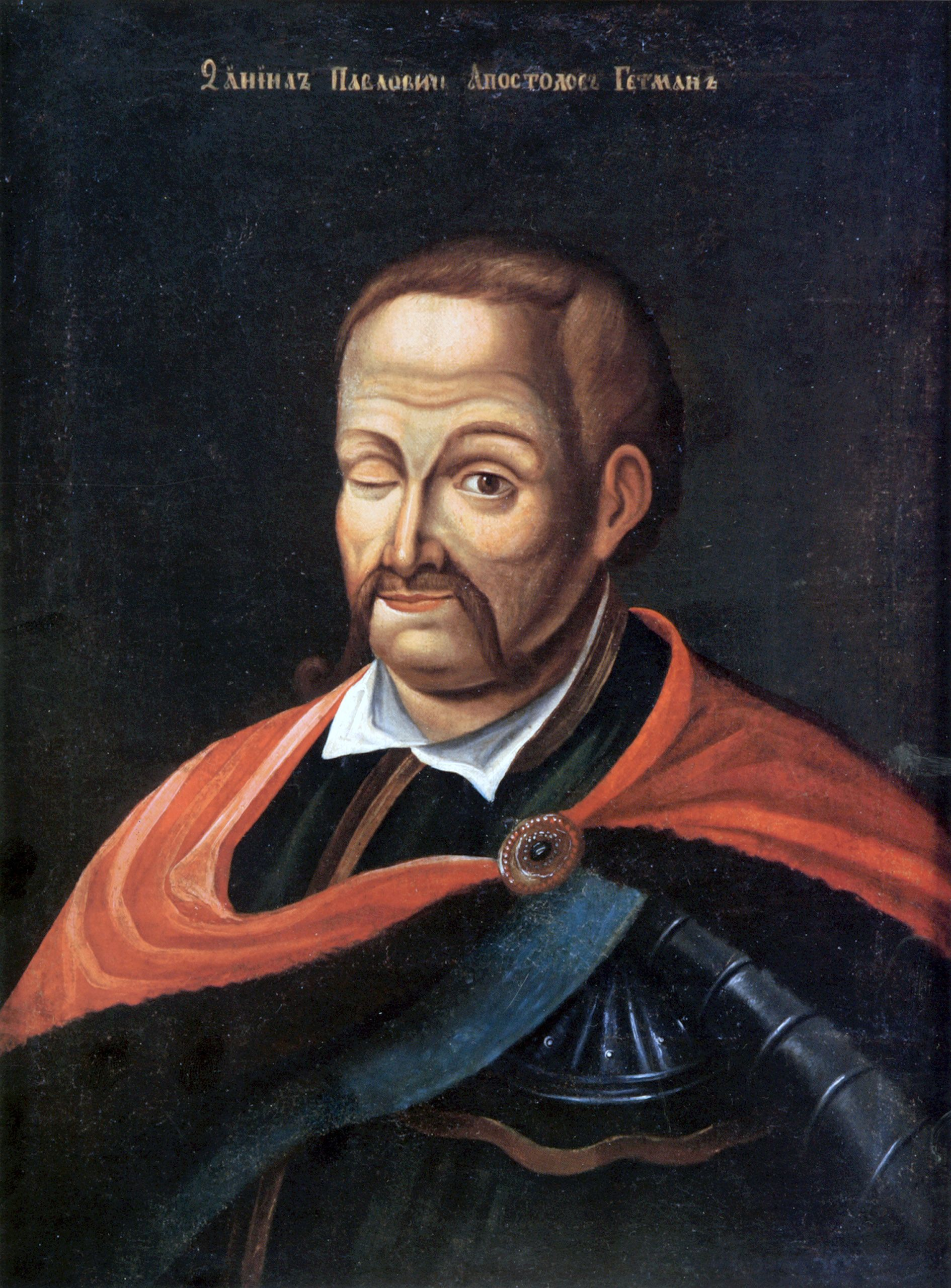
Danylo Apostol

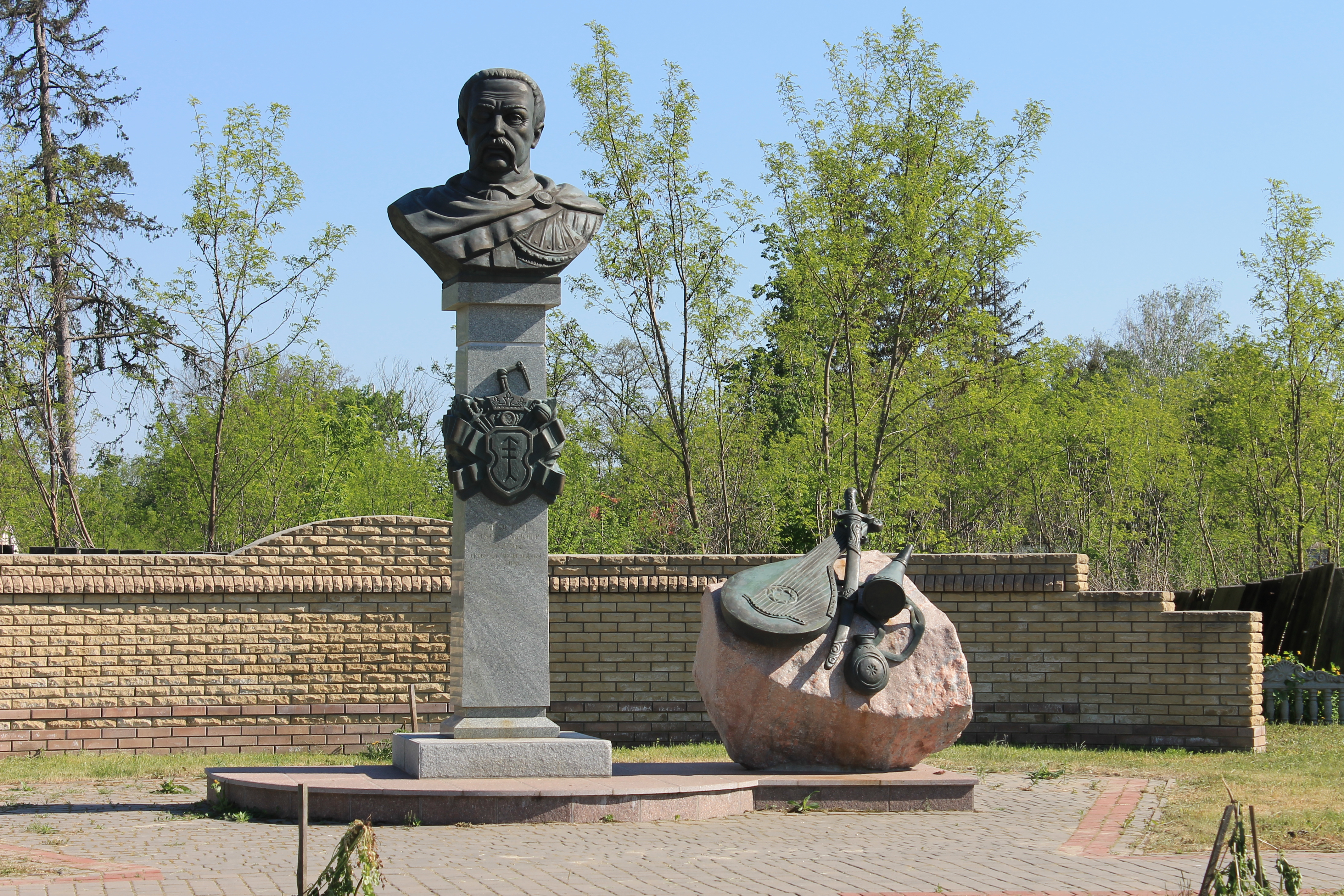
Denkmal für Danylo Apostol in Welyki Sorotschynzi, Oblast Poltawa

Danylo Pawlowytsch Apostol oder Danila Pawlowitsch Apostol  (russisch Данила Апостол Danila Apostol, ukrainisch Данило Апостол, rumänisch Dănilă Apostol; * 14. Dezember 1654 in Sorotschynzi, Hetmanat, Zarentum Russlands; † 28. Januar 1734 ebenda) war zwischen 1727 und 1734 Ataman der Kosaken in der linksufrigen Ukraine.
Er ist der Begründer des russischen Adelsgeschlechts Murawjow-Apostol.

## Leben
Danylo Apostol war von 1683 bis 1727 Oberst des Myrhorod-Regiments. Zu Beginn des Großen Nordischen Krieges stand er in Gegnerschaft zu Iwan Masepa und den Schweden, unterstützte diese später aber kurzzeitig bis zum November 1708. Danach verließ er Masepa und den König von Schweden Karl XII. wieder und verbündete sich erneut mit dem russischen Zaren Peter I., an dessen Seite er im Juli 1709 in der Schlacht bei Poltawa kämpfte. Mit dessen Armee zog er 1711 im Pruth-Feldzug erfolglos gegen die Osmanen. Nach Ende des Großen Nordischen Krieges beteiligte er sich mit seinen Kosaken 1722 am Feldzug des russischen Kaisers gegen Persien und verlor bei Einnahme der persischen Festung Derbent ein Auge.
In den Jahren 1723/25 wurde Apostol von den Kosaken beschuldigt, sich dem Hetman Pawlo Polubotok angeschlossen zu haben, wurde jedoch von Alexander Menschikow unterstützt, mit dessen Hilfe er am  1. Oktober 1727 zum Hetman der linksufrigen Ukraine gewählt wurde.
Obwohl die russische Regierung 1728 die Befugnisse des Hetman wesentlich einschränkte, konnte er als Hetman viel erreichen. So reformierte er das Justizsystem und verbesserte die Kosakenverwaltung.
Sein Grab befindet sich in der, auf seine Veranlassung im Stil des ukrainischen Barocks errichteten, Verwandlungskirche in Welyki Sorotschynzi.